# كيفن لويس (لاعب كرة قدم)
كيفن لويس (بالإنجليزية: Kevin Lewis)‏ (17 أكتوبر 1970 بكينغستون أبون هال في المملكة المتحدة - ) هو لاعب كرة قدم بريطاني في مركز الدفاع. لعب مع ستوك سيتي وستافورد رينجرز ونادي مانسفيلد تاون.

## وصلات خارجية
- كيفن لويس على موقع قاعدة بيانات كرة القدم.إي يو (الإنجليزية)